# Rocky Mount (Karolina Północna)
Rocky Mount – miasto (city) w hrabstwach Edgecombe i Nash, w północno-wschodniej części stanu Karolina Północna, w Stanach Zjednoczonych, położone nad rzeką Tar. Według spisu w 2020 roku liczy 54,3 tys. mieszkańców i jest 20. co do wielkości miastem w stanie. Większość mieszkańców to Afroamerykanie.  
Pierwsi osadnicy przybyli tutaj w połowie XVIII wieku. W 1816 roku otworzony został urząd pocztowy, a w 1840 roku dotarła tutaj linia kolejowa Wilmington and Weldon Railroad. W 1863 roku, podczas rewolucji amerykańskiej, osada została zniszczona przez wojska Unii. Oficjalne założenie miasta nastąpiło w 1867 roku.
Rocky Mount jest ośrodkiem przemysłu farmaceutycznego, tekstylnego, meblarskiego, metalowego oraz chemicznego. W okolicy na dużą skalę uprawiany jest tytoń.
W mieście swoją siedzibę ma uczelnia North Carolina Wesleyan College (zał. 1956).
Obszar metropolitalny Rocky Mount obejmuje 143,5 tys. mieszkańców.